# ORIGIN原型機
《ORIGIN原型機》（日语：ORIGIN）是由韓國漫畫家Boichi創作的科幻題材青年漫画，連載於日本漫畫雜誌《週刊Young Magazine》（讲谈社），2016年第40号（2016年9月5日發售）開始，2019年第11号（2019年2月9日發售）完結，期間為間段連載。
2019年3月，本作榮獲第22屆日本新媒體動漫藝術節漫畫部門大賞。為了紀念得獎，Boichi於《週刊Young Magazine》2019年27號（2019年6月3日發售）發表單篇外傳《立於天空者、立於大地者》（空に立つ者、地に立つ者），後收錄於《Boichi SF創作短篇集1 時空旅人》。

## 劇情
在西元2048年的东京，生活著名叫田中仁的男子。田中的真實身分是由田中久重博士所發明的人工智慧机器人，原本只是小型的原型機「ORIGIN」。數年前，該公司遭到燒毀，田中博士死前告訴ORIGIN「好好的活下去」，成為ORIGIN遵從的根本原理，從此他進入人類社會生活。田中博士為ORIGIN打造的八個兄弟姊妹——乾、兌、離、震、巽、坎、艮、坤——也在大火中失蹤，如今他們在東京裡犯案殺人。ORIGIN將根本原理的一部分解讀為「保護人類」，為此他展開調查，並成功打敗了「坤」與「兌」，使得首領「乾」（正宗）下令找出ORIGIN。
為了賺錢及進行調查，ORIGIN進入世界級巨大企業AEE的機器人研究所工作，並結交了一群同事，其中女同事廣瀨舞與他頗為投緣，她是知名自然語言程式的年輕發明者。與「巽」（雅莉亞）及「艮」交手後，ORIGIN開始思考如何提升機體性能，「乾」一方則開始著手升級人工智慧。一段時間後，在「艮」的命令下，奧電子公司的山田與少女小愛奪走了AEE的軍事機器人，用以強化「艮」的機體。
ORIGIN與廣瀨前往京都的「人工智慧研究所」出差，廣瀨暗戀ORIGIN，在無意見賦予ORIGIN第二個根本原理「保護廣瀨舞」。「艮」升級後的巨大本體和十名分身前來研究所，意圖搶奪世界上第一個資訊生命體「Y」。ORIGIN穿上全新的人工肌肉戰鬥裝戰鬥，山田在混亂中身亡，實為機器人的小愛與「Y」交涉，「Y」答應賦予「乾」比ORIGIN更強大的人工智慧來換取自由。「Y」脫離研究所後開始追求「神」的存在，在與最古老也最全能的資訊生命體交談後，得知ORIGIN在未來將成為「太初之神」，而決定繼續關注他。
京都的整起事件表面上被AEE掩蓋，秘密調查團隊則針對潛藏在人類中的機器人展開調查。ORIGIN為了隱藏真實身分而疏離廣瀨，但在與「坎」交戰時曝光。廣瀨依然愛著田中，不只幫忙修復ORIGIN，還陪著他前往北海道躲藏。廣瀨在大雪中與ORIGIN交心時被「坎」從遠處狙殺，廣瀨的死亡導致根本原理崩壞，ORIGIN的人工智能萌生了「感情」，誓言要殺光兄弟姊妹來復仇。
ORIGIN打敗「坎」後，隻身一人前往兄弟姊妹於富良野地底深處的祕密藏身處。ORIGIN先後打敗了「震」和「離」，並與「乾」與「巽」對峙。「巽」與ORIGIN展開戰鬥，她因哲學上的開悟而獲得超現實的力量，但她愛著的人不是「乾」而是ORIGIN。「乾」察覺「巽」的背叛而用同樣的力量殺死「巽」，ORIGIN則藉著「巽」給予的機會，藉由运算達到「巽」與「乾」的境界後，更進一步抵達了宇宙的根源（Origin）。由此ORIGIN取得了絕對的力量，將「乾」徹底打敗。不過「乾」的本體其實是小愛腦中的人工智慧，在「Y」的幫助下，「乾」在完整的身體裡重獲新生。戰鬥結束後，ORIGIN去見AEE創辦人廣末美雪，稱他將持續守望著人類。

## 登場人物

### 主要角色
- ORIGIN／田中仁／欣太

本作主角。原本是小機器人「ORIGIN」，誕生於北海道富良野的工廠，發明者是北海道的人形機器人開發公司「機關系統」之創辦人田中博士博士。田中博士採用妻子山岡尋博士的理論，相信像ORIGIN這種擁有高度人工神经网络的機器人，總有一天能自然地發展出感情。田中博士死後，ORIGIN為自己打造了人形身體。在人類社會中的身分是田中仁，在AEE機器人研究所的「頭腦團隊」工作，潛入黑社會的身分則是欣太。常用的武器是日本刀。
- 廣瀨舞

AEE機器人研究所「頭腦團隊」的成員，田中仁的同事。年紀輕輕便發明出自然語言程式的機器人天才，同時也是經歷家庭悲劇後渴望被愛的女子。

### 八名機器人
田中久重博士為ORIGIN打造的八個兄弟姊妹，都是人形機器人，分別以八卦命名。「乾」原本是設計來當作ORIGIN的身體，其餘則是為美國所打造的軍用機器人。
- 乾／正宗

首領，別名為「正宗」，出場時只有一顆頭顱。
- 兌

外表是妓女。
- 離

追求武術極致的武術狂。
- 震

外表是男高中生，積極探索性愛的奧秘。
- 巽／雅莉亞

女性型機器人。
- 坎

外表模仿田中久重，腹部藏有複數手臂。
- 艮

壯碩的男性型機器人，追求機體性能的極致。
- 坤

樣貌是戴著眼鏡的青年，僅在倒敘片段中出現，是ORIGIN第一個打敗的兄弟姊妹。

## 出版書籍
日文原版
| - Anno Radix.0001：非人之物（） - Anno Radix.0002：活下去的所在地（） - Anno Radix.0003：閑靜小道（） | - Anno Radix.0004：適當的判斷（） - Anno Radix.0005：戰鬥開始（） - Anno Radix.0006：意志的瞬間（） |

| - Anno Radix.0007：不敗的局勢（） - Anno Radix.0008：重新啟動（） - Anno Radix.0009：歸途（） - Anno Radix.0010：不同的道路（） - Anno Radix.0011：職場（） | - Anno Radix.0012：不可接近的人物（） - Anno Radix.0013：謝啦欣太（） - Anno Radix.0014：1.升級 2.升級 3.升級（） - Anno Radix.0015：金錢喚來的戰鬥（） |

| - Anno Radix.0016：軍事機器人（） - Anno Radix.0017：裝死（） - Anno Radix.0018：不讓你殺人（） - Anno Radix.0019：對機器人攻擊（） - Anno Radix.0020：回憶泡影（） | - Anno Radix.0021：迷你機器人群（） - Anno Radix.0022：出差是一場生存冒險（） - Anno Radix.0023：這正是人類（） - Anno Radix.0024：前往京都的路途（） |

| - Anno Radix.0025：KYOTO - Anno Radix.0026：這個世界上最高水準的兩個存在 - Anno Radix.0027：兄弟之間的戰鬥 - Anno Radix.0028：襲擊 - Anno Radix.0029：反擊 | - Anno Radix.0030：避難室 - Anno Radix.0031：磁軌砲vs日本刀 - Anno Radix.0032：由我守護 - Anno Radix.0033：意志的誕生 |

| - Anno Radix.0034：唯一我所擁有的東西 - Anno Radix.0035：１vs.９ - Anno Radix.0036：忍者 - Anno Radix.0037：ＷＨＹ - Anno Radix.0038：全力 | - Anno Radix.0039：恐懼 - Anno Radix.0040：人類們 - Anno Radix.0041：人類參戰 - Anno Radix.0042：機器人的矛盾 |

| - Anno Radix.0043：收斂過程 - Anno Radix.0044：拚上命的人們 - Anno Radix.0045：不放棄的人們 - Anno Radix.0046：最終一擊 - Anno Radix.0047：參戰的結果 | - Anno Radix.0048：再見 - Anno Radix.0049：「Y」與「艮」和山田的相遇 - Anno Radix.0050：逃出京都 - Anno Radix.0051：近距離接觸 |

| - Anno Radix.0052：生存的必要條件 - Anno Radix.0053：對漫畫的理解 - Anno Radix.0054：創造出來的頭腦（上） - Anno Radix.0055：創造出來的頭腦（下） - Anno Radix.0056：與人類們的相遇（上） | - Anno Radix.0057：與人類們的相遇（下） - Anno Radix.0058：扳回一城① - Anno Radix.0059：人類步步逼近 - Anno Radix.0060：扳回一城② |

| - Anno Radix.0061：殺人鬼機器人 - Anno Radix.0062：Who Goes There - Anno Radix.0063：The Thing - Anno Radix.0064：她沉默不語 - Anno Radix.0065：故鄉 | - Anno Radix.0066：追的人、被追的人 - Anno Radix.0067：繼往開來的人們 - Anno Radix.0068：現在才了解的事 - Anno Radix.0069：空洞的胸口 |

| - Anno Radix.0070：孤注一擲 - Anno Radix.0071：復仇戰 - Anno Radix.0072：人性的瞬間 - Anno Radix.0073：獨自一人 - Anno Radix.0074：工廠地下 | - Anno Radix.0075：UNDERGROUND - Anno Radix.0076：武神 - Anno Radix.0077：武術家 - Anno Radix.0078：臨界點 |

| - Anno Radix.0079：８vs.１（） - Anno Radix.0080：怪物（） - Anno Radix.0081：閑靜小道（） - Anno Radix.0082：僅只是個孩子（） - Anno Radix.0083：Time To Die（） | - Anno Radix.0084：Rebooting（） - Anno Radix.0085：SOMETHING WONDERFUL（） - Anno Radix.0086：Blood Music（） - Anno Radix.0087：一切的起源（） - 尾聲（） |

中文代理版本（單行本）
| 冊數 | 台灣東販       | 台灣東販           | 玉皇朝         | 玉皇朝 |
| 冊數 | 發售日期       | ISBN               | 發售日期       | ISBN   |
| ---- | -------------- | ------------------ | -------------- | ------ |
| 1    | 2018年7月16日  | ISBN 9789864757329 | 2018年2月      |        |
| 2    | 2018年10月22日 | ISBN 9789864758128 | 2018年3月21日  |        |
| 3    | 2019年2月23日  | ISBN 9789864759293 | 2018年4月14日  |        |
| 4    | 2019年5月22日  | ISBN 9789865110116 | 2018年5月15日  |        |
| 5    | 2019年12月23日 | ISBN 9789865112097 | 2018年7月11日  |        |
| 6    | 2020年3月23日  | ISBN 9789865113018 | 2018年8月28日  |        |
| 7    | 2020年5月25日  | ISBN 9789865113568 | 2018年10月11日 |        |
| 8    | 2020年7月29日  | ISBN 9789865114169 | 2019年1月30日  |        |
| 9    | 2020年9月24日  | ISBN 9789865114763 | 2019年3月25日  |        |
| 10   | 2020年11月26日 | ISBN 9789865115302 | 2019年10月     |        |

## 備註
1. ↑  原文：
2. ↑  以八卦命名。
3. ↑  全稱為「亞細亞·歐洲 運輸&能源」（Asia-Europe Express & Energy）。
4. ↑  各章節譯名取自台灣東販出版的台灣中文版。
5. ↑  單行本加筆，共3頁。

## 外部連結
- 官方网站（日語）
- ORIGIN原型機（漫畫）在動畫新聞網百科全書中的資料（英文）